# Krajczár Gyula
Krajczár Gyula (Ács, 1953. április 25. – Komárom, 1998. december 30.) magyar jogász, várospolitikus, Komárom polgármestere.

## Életpályája
1971–1980 között a közigazgatásban dolgozott; a Komáromi Járási Hivatal igazgatási előadója, majd titkárságvezetője volt. 1980–1990 között a Komáromi Városi Tanács vb-titkára volt. 1981-ben végzett a Pécsi Tudományegyetem hallgatójaként. 1990-től Komárom polgármestere (1994: MSZP).

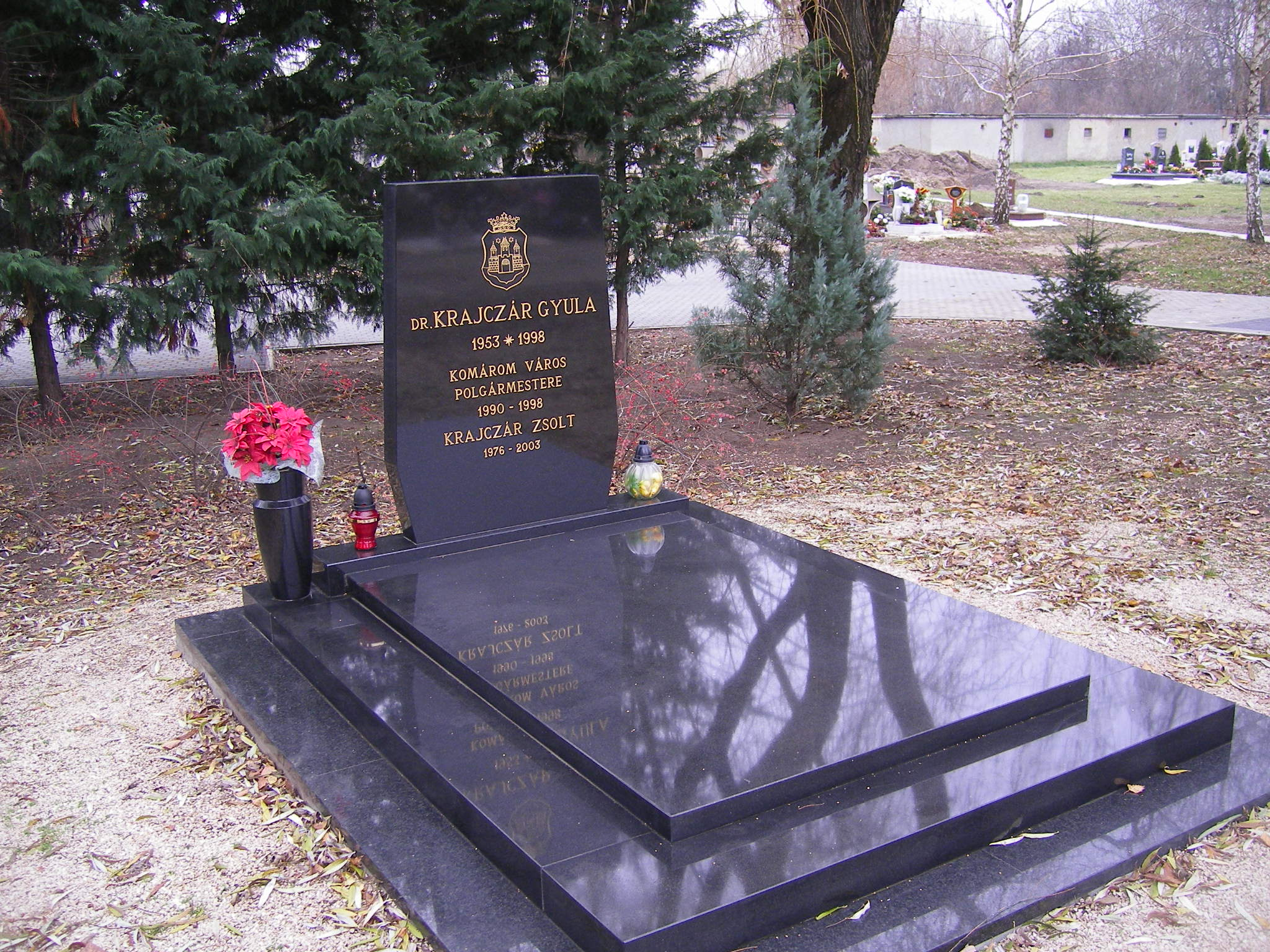
Krajczár Gyula volt polgármester síremléke a temetőben

## Díjai
- A Magyar Köztársasági Érdemrend kiskeresztje (1995)[3]